# Samuel Richardson

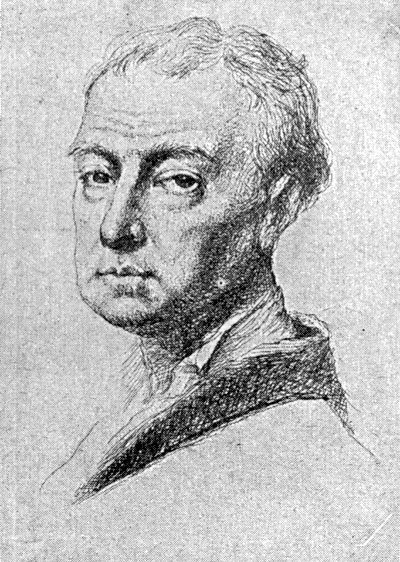
Samuel Richardson.

Samuel Richardson (Mackworth, Derbyshire, 19 de agosto de 1689-Londres, 4 de julio de 1761) fue un escritor inglés. Sus novelas más conocidas son Pamela o la virtud recompensada, novela epistolar sentimental de final feliz, que generó toda una moda; Clarisa, la historia de una joven dama y Sir Charles Grandison. 
Richardson había trabajado como editor e impresor durante la mayor parte de su vida cuando, a la edad de cincuenta y un años, escribió su primera novela e inmediatamente se convirtió en el escritor más popular y admirado de su tiempo.

## Vida
Richardson nació en 1689 en Mackworth, Derbyshire, hijo de Elizabeth y del ebanista Samuel. Su familia era humilde y no poseía apenas instrucción. Estuvo escolarizado hasta los doce años, apenas salió de Londres, no hablaba otras lenguas ni tampoco viajó al extranjero. Siendo aprendiz en un taller de impresión, se ganó los motes de Gravity (gravedad) y Serious (Serio) por su carácter profundamente recto y puritano. A los diecisiete años, en 1706, inició un aprendizaje de siete años con John Wilde como impresor, un empleo que Richardson pensó que “satisfaría mi sed de lectura”. En 1715 empezó a trabajar como empleado en diversas imprentas, como cajista y corrector de pruebas. Después, inició su propio negocio como impresor, ubicándose en Salisbury Court.
En 1721 Richardson se casó con la hija de John Wilde, Martha Wilde. Su esposa murió el 23 de enero de 1731, después de la muerte de cinco de sus seis hijos. El último hijo sobrevivió a su madre durante sólo dos años. 
En 1733 le nombraron impresor oficial del Diario de la Cámara de los Comunes, un negocio bastante lucrativo, y ese mismo año se volvió a casar. Su segunda esposa, Elizabeth, también era hija de un jefe anterior suyo, John Leake. Tuvieron cinco hijas y un hijo, de los cuales le sobrevivieron cuatro hijas. Sufrió la enfermedad de Parkinson durante más de veinte años y murió en Londres en 1761.

## Primeras publicaciones
En 1733 escribió The Apprentice’s Vade Mecum: or, Young Man’s Pocket Companion / El vademécum del aprendiz, o el compañero de bolsillo del joven. Es un manual dirigido a los hombres jóvenes, para que fueran diligentes y abnegados. Escrito en respuesta a los “males epidémicos de estos tiempos”, el texto es conocido sobre todo por su condena de formas populares de entretenimiento que incluyen incluso los teatros, las tabernas y el juego. El manual se dirige a los aprendices no porque los considere más susceptibles de caer en el vicio, sino porque, según sugiere Richardson, tienen mayor responsabilidad de que la sociedad mejore moralmente que las clases sociales superiores y deben dar más ejemplo. 
En 1739 comenzó a escribir un manual sobre cómo escribir cartas familiares, Letters Written to and for Particular Friends on the Most Important Occasions, donde ofrecía a la gente común distintos modelos de cartas para todas las ocasiones de la vida. En dos de ellas se instruye sobre la virtud que deben observar las jóvenes sirvientas, lo que se considera un anticipo de su obra más conocida: Pamela, o la virtud recompensada, escrita en forma de cartas (novela epistolar).

## Pamela o la virtud recompensada
Pamela (1740) describe la “virtud” tal como era concebida en el siglo XVIII, ajena a nuestros tiempos. Pamela Andrews es una joven sirvienta en una casa adinerada. El hijo de la casa, Mr B., se apasiona por ella y trama diversas intrigas, con la ayuda de sus sirvientes, para poder obtenerla. Ella consigue triunfar en la protección de su virtud y B., después de leer el diario que Pamela ha escrito en secreto, se ve forzado a proponerle matrimonio para obtenerla.
Al parecer, la intriga se inspiraba en un caso real. Una dama había legado a su hijo su fortuna y su criada; el hijo, que era un libertino, dilapidó la fortuna y quiso seducir a la criada, pero esta muchacha era muy virtuosa y a fuerza de bondad, paciencia y tenacidad, consiguió casarse con el libertino arrepentido. Tal es la sencilla historia de Pamela, pero Richardson supo multiplicar hasta el infinito peripecias y episodios imprevistos, peligros y astucias, de tal manera que la virtud triunfase al fin de todos modos.
La popularidad de Pamela se debió principalmente a la efectiva técnica de revelar la historia directamente por la protagonista, primero a través de cartas, y después, por su diario. Esto, combinado con la naturaleza moral de la historia, lo hizo aceptable para la ascendente clase media, por lo que fue un inmediato éxito editorial. Utiliza un lenguaje sencillo y asequible para el lector. La forma epistolar era una innovación, fuente de gran orgullo para Richardson. Así ayudó a reinventar un género literario, la novela, que había alcanzado una reputación bastante dudosa. De todos modos, muchos lectores contemporáneos quedaron sorprendidos por las escenas más gráficas y por algunos comportamientos bastante discutibles de los personajes; fácilmente podía considerarse a Pamela, por ejemplo, como una intrigante joven plebeya que intentaba ascender socialmente mediante el matrimonio con un joven noble. Estaba en el ambiente: solo cuatro años antes el pintor costumbrista William Hogarth había creado una serie satírica de cuadros titulada La vida de un libertino (1736).
Henry Fielding parodió Pamela dos veces: una, de forma anónima, usando la misma forma epistolar en Shamela (de sham, "fraude" en inglés), en que la protagonista es una lasciva desvergonzada y se realiza una crítica de la hipocresía del metodismo, y de nuevo con Joseph Andrews, que narra la historia del casto hermano de Pamela, llamado Joseph, y sus esfuerzos por proteger su virtud del acoso de una dama, lady Booby. Paradójicamente, ambas parodias tuvieron más éxito de ventas que la Pamela original, lo cual se dice que predispuso muy negativamente a Richardson contra Fielding.
Fue traducida al español en 1794, con el título de Pamela Andrews, ó la virtud recompensada.

## Otras obras

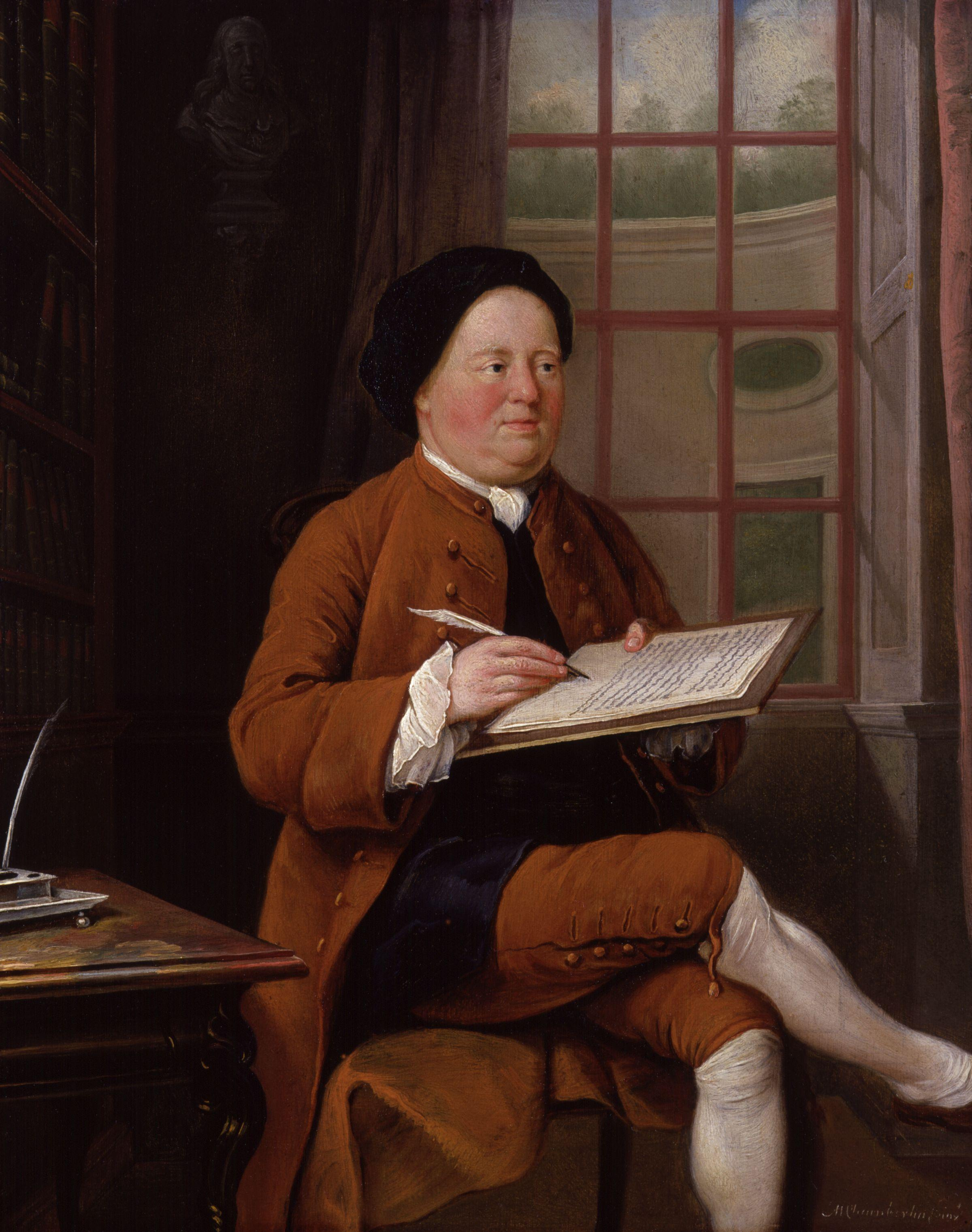
Samuel Richardson by Mason Chamberlin

Richardson también escribió otras dos novelas epistolares igualmente puritanas, Clarissa: Or the History of a Young Lady (1747-1748) y Sir Charles Grandison (1753).
De las tres, Clarissa ha sido la mejor considerada por los críticos; en ella, Richardson usa la forma epistolar con gran efectividad, ya que no solo expone un punto de vista con las cartas de un solo personaje, como en Pamela, sino que, al incluir las de otros personajes, crea una perspectiva más compleja; además, el personaje principal ya no es una plebeya, sino una dama, y los demás personajes son psicológicamente más convincentes al tiempo que reflejan algunas de las más importantes cuestiones morales del siglo XVIII. La joven dama es Clarissa Harlowe, que huye del pretendiente gordo y feo propuesto por su rica familia para subir de condición social y se hace raptar por el libertino Robert Lovelace, quien, con la ayuda de prostitutas y de otros libertinos, la engaña diciéndole que la protegerá, pero la acaba forzando durmiéndola con un narcótico, a pesar de que cada vez cree más en la virtud de Clarissa, pensando que así se casará con él; por el contrario, como consecuencia de este acto, ella, que ha perdido su dignidad y su honor, lo odia, enferma y se deja morir. Uno de los amigos de Clarissa reta a duelo a Lovelace, quien se deja herir también y fallece. Al final; la familia de Clarissa se da cuenta entonces de su tremendo error.
A pesar de su gran extensión (un millón de palabras en los nueve volúmenes de su tercera y más amplia edición, y dos mil páginas, el doble que Guerra y paz de Tolstoy), fue rápidamente traducida al francés y a otras lenguas europeas, así como al español en 1794, aunque compendiada. En esta obra, al contrario que en Pamela, Richardson se había propuesto no mostrar precisamente los beneficios de la virtud, sino los perjuicios catastróficos del adulterio y del vicio.
La Historia del caballero Carlos Grandison fue su intento de crear un modelo masculino de virtud, frente al más inadecuado Tom Jones, la novela picaresca de Henry Fielding, al que consideraba inadecuado para jóvenes. El joven inglés Charles Grandison se debate entre dos mujeres, la inglesa Harriet Byron y la italiana Clementina. Muchos críticos modernos consideran que su modelo de virtud masculina es menos logrado que sus protagonistas femeninas, señalando que Sir Charles no es un personaje muy interesante ni simpático para el lector actual. Además, la trama tiene menos acontecimientos y las lecciones morales menos ambiguas que en Clarissa. A pesar de ello, en su tiempo, Sir Charles Grandison fue también un éxito, y era una de las novelas favoritas de Jane Austen. 
En 1755 publicó una recopilación de máximas y frases de sus tres novelas: A Collection of the Moral and Instructive Sentiments, Maxims, Cautions, and Reflections, Contained in the Histories of Pamela, Clarissa and Sir Charles Grandison (Colección de sentimientos morales e instructivos, máximas, avisos y reflexiones contenidos en las historias de Pamela, Clarissa y Sir Charles Grandison).
Richardson fue considerado uno de los más importantes novelistas de su época. En sus obras, defiende la calculadora moralidad burguesa y critica el ambiente licencioso y la inmoralidad de la clase alta y ociosa como solían hacer los burgueses trabajadores e ilustrados. Sus novelas representan unas circunstancias sociales reales y describen a personajes creíbles, cuyos sentimientos, íntimas tensiones y psicología se analizan con minuciosidad; era, asimismo, un maestro en el uso del diálogo. Influyó en escritores como Jane Austen, Goethe y Rousseau, y Denis Diderot publicó un Éloge de Richardson (Lyon, 1762).

## Series de televisión
En 1991, la BBC hace una adaptación de la novela Clarissa con Sean Bean y Saskia Wickham como protagonistas. También en la televisión italiana se hizo una serie en dos partes basada en Pamela, cuyo título es Elisa di Rivombrosa. Está ambientada en Italia, pero la primera parte respeta bastante el original.